# バー・ラファエリ
バー・ラファエリ、バル・レファエリ（Bar Refaeli、ヘブライ語: בר רפאלי‎, 1985年6月4日 - ）は、イスラエル出身のファッションモデル。米国の俳優レオナルド・ディカプリオとの交際関係（2005年から6年間）によって特に知られている。

## 来歴

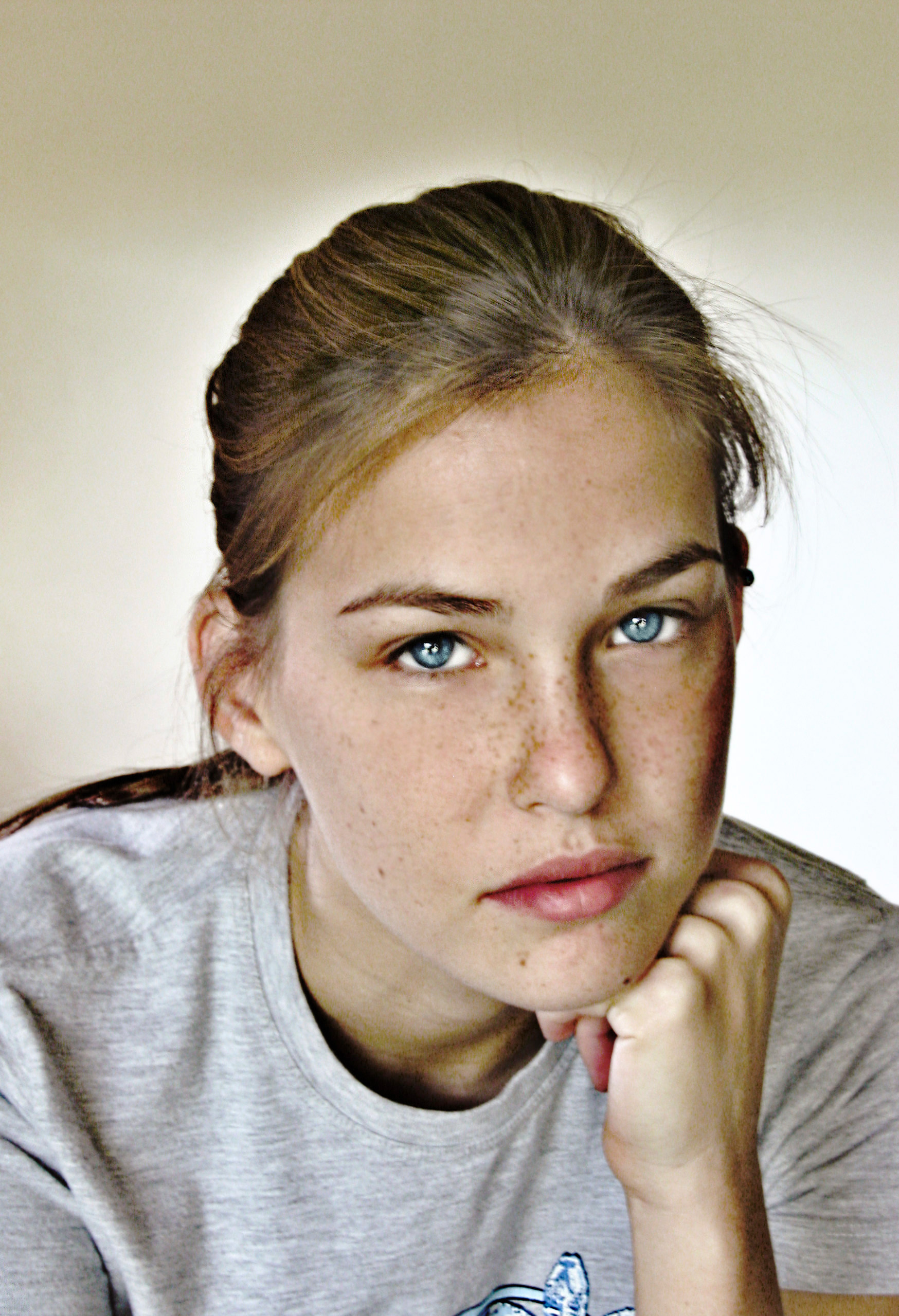
18歳時のバー・ラファエリ

生後8ヶ月からキャリアをスタートさせ、CMに出演。15歳の時にIrene Marie Modelsと契約。2007年から本格的に活動し、『エル』や『マキシム』などの誌面に登場。
2009年に米雑誌Sports Illustrated2月号の水着特集号でカバーを務め、同年2月には水着姿がサウスウエスト航空の機体にプリントされた。

## 私生活
イスラエルのホド・ハシャロン出身。両親ともにユダヤ系。
2005年から俳優のレオナルド・ディカプリオと交際し、2007年に一度破局したが、その後復縁。しかし、2009年に再び破局。しかし同年のクリスマスと年末年始の休暇をメキシコのリゾートで一緒に過ごし、またも復縁したと言われている。
ディカプリオとの交際に関しては、2010年、結婚を避けるようにとの勧告状をイスラエルの政治団体「レハバ」から受け取ったことがある。同団体の代表者にあたるユダヤ過激派活動家バールーフ・マーゼルの筆によるもので、「ユダヤ人種の血を薄めるべからず」との内容であった。
2015年に共通の友人の紹介で知り合った10歳年上のイスラエルの実業家と婚約。